# واید روئینز (آریزونا)
واید روئینز (به انگلیسی: Wide Ruins) یک منطقهٔ مسکونی در ایالات متحده آمریکا است که در شهرستان آپاچی، آریزونا واقع شده‌است. واید روئینز ۱٫۰۱ کیلومتر مربع مساحت و ۶٬۳۶۳ نفر جمعیت دارد و ۱٬۹۰۸٫۹۹ متر بالاتر از سطح دریا واقع شده‌است.